# Testigos del Libro de Mormón

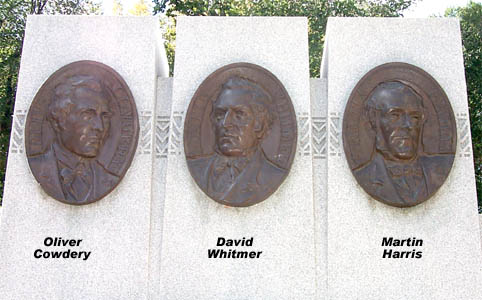
Monumento conmemorativo de los Tres Testigos del Libro de Mormón, en la Manzana del Templo en Salt Lake City, Utah.

Los testigos del Libro de Mormón fueron un grupo de personas que afirmaron haber visto y tocado las planchas de oro de las cuales Joseph Smith afirmó haber traducido el Libro de Mormón.
Los testigos oficiales se dividen en los llamados Tres Testigos y Ocho Testigos. Ambos subgrupos firmaron en 1829 dos declaraciones donde afirmaban la veracidad de la existencia de las planchas de oro. Estas declaraciones se incluyeron al final de la primera edición del Libro de Mormón, y en las ediciones siguientes se movieron a la introducción.

## Tres Testigos
Los Tres Testigos: Oliver Cowdery, Martin Harris y David Whitmer, afirmaron que el ángel Moroni les mostró las planchas de oro el 28 de junio de 1829. También declararon haber escuchado una voz del cielo afirmar que fueron traducidas "por el don y el poder de Dios". Más tarde los tres fueron líderes de La Iglesia de Jesucristo de los Santos de los Últimos Días. A petición de Joseph Smith, fueron ellos quienes en 1835 eligieron a los miembros del Cuórum de los Doce Apóstoles.
Años después de su declaración, rompieron relaciones con Smith y fueron excomulgados de la iglesia entre 1837 y 1838. Sin embargo, ninguno de ellos desmintió sus declaraciones originales. Después de la muerte de Smith, Harris y Cowdery buscaron el rebautismo en La Iglesia de Jesucristo de los Santos de los Últimos Días, y David Whitmer fundó la Iglesia de Cristo (Whitmerita). Cada uno de los Tres Testigos reafirmó su testimonio en su lecho de muerte.

## Ocho Testigos
Los Ocho Testigos, el segundo grupo de testigos oficiales, todos miembros de las familias de Smith o Whitmer, fueron los hermanos de David Whitmer: Christian, Jacob, Peter y John; el cuñado de Whitmer, Hiram Page; el padre de Joseph Smith, y los hermanos Hyrum Smith y Samuel Harrison Smith.
A diferencia de los Tres Testigos, los Ocho testificaron haber "visto y sopesado" las planchas. En este caso, dijeron que Joseph Smith les enseñó las planchas, y no un ángel.
Christian Whitmer murió en 1835 y su hermano Peter Whitmer, Jr. murió al año siguiente. En 1838, los Whitmer restantes se alejaron de Joseph Smith durante la lucha por el liderazgo en Far West, Misuri, y todos fueron excomulgados junto con otros disidentes. Entonces huyeron del Condado de Caldwell tras recibir un ultimátum de los danitas.
John Whitmer fue el más longevo y el más entrevistado de los Ocho Testigos. Desde 1830 hasta el momento de su excomunión sirvió como el primer historiador y registrador de la iglesia y fue el único de los testigos del Libro de Mormón que se sabe que expresó duda con respecto a su testimonio. En 1839, cuando se le acusó de ser inconsistente con su testimonio debido su afiliación con un grupo anti-mormón, Whitmer respondió: "palpé esas planchas; había grabados en ambos lados, las palpé". Cuando se le preguntó por qué entonces ahora no apoyaba a Joseph Smith, Whitmer respondió: "no puedo leerlo, y no sé si es verdadero o no". No obstante, en las décadas siguientes Whitmer continuó ofreciendo entrevistas en las que manifestaba plena seguridad en la autenticidad del libro, y junto a David Whitmer y Hiram Page formó parte brevemente de la Iglesia de Cristo (Whitmerita).

En 1876, John Whitmer declaró:
"Nunca he escuchado que ninguno de los tres u ocho testigos haya negado jamás el testimonio que han dado al Libro tal como se publicó en la primera edición del Libro de Mormón". 
Ninguno de los Whitmer regresó a La Iglesia de Jesucristo de los Santos de los Últimos Días.
| Nombre            |  | Fecha de nacimiento y edad al momento del testimonio | Lugar de nacimiento      | Ocupación                   | Muerte                                            |
| ----------------- |  | ---------------------------------------------------- | ------------------------ | --------------------------- | ------------------------------------------------- |
| Christian Whitmer |  | 18 de enero de 1798 (31 años)                        | Harrisburg, Pensilvania  | Zapatero Oficial de policía | 27 de noviembre de 1835 Condado de Clay, Misuri.  |
| Jacob Whitmer     |  | 27 de enero de 1800 (29 años)                        | Harrisburg, Pensilvania  | Zapatero                    | 21 de abril de 1856 Richmond, Misuri              |
| Peter Whitmer, Jr |  | 27 de septiembre de 1800 (28 años)                   | Fayette, Nueva York      | Sastre                      | 22 de septiembre de 1836 Condado de Clay, Misuri. |
| John Whitmer      |  | 27 de agosto de 1809 (20 años)                       | Harrisburg, Pensilvania  | Agricultor                  | 11 de julio de 1878 Far West, Misuri              |
| Hiram Page        |  | c. 1800 (29 años)                                    | Vermont                  | Médico                      | 12 de agosto de 1852 Excelsior Springs, Misuri    |
| Joseph Smith, Sr. |  | 12 de julio de 1771 (58 años)                        | Topsfield, Massachusetts | Agricultor Docente          | 14 de septiembre de 1840 Nauvoo, Illinois.        |
| Hyrum Smith       |  | 9 de febrero de 1800 (29 años)                       | Tunbridge, Vermont       | Agricultor Docente          | 27 de junio de 1844 Carthage, Illinois.           |
| Samuel H. Smith   |  | 13 de marzo de 1808 (21 años)                        | Tunbridge, Vermont       | Agricultor                  | 27 de julio de 1844 Nauvoo, Illinois.             |

## Testigos adicionales
Mary Musselman Whitmer, madre de cinco de los supuestos testigos y que cuidaba la casa donde tuvo lugar la mayor parte del dictado del libro, dijo que un hombre extranjero le mostró las planchas mientras Smith las estaba traduciendo en su casa en Fayette, Nueva York. Josiah Stowell, empleador de Smith, afirmó haber visto una esquina de las planchas cuando una parte de la tela se retiró mientras éste se las pasaba a través de una ventana. Más tarde testificó bajo juramento que vio las planchas el día en que Smith las llevó a casa, le dio a la corte las dimensiones y apariencia de las planchas y explicó que consistían en hojas de oro con caracteres escritos en cada página. Alva Beman, Lucy Mack, Emma Hale Smith, y Katherine y William Smith reportaron haber visto y tenido contacto con las planchas mientras estaban cubiertas con una tela.

## Controversias
Detractores del Movimiento de los Santos de los Últimos Días han criticado el hecho de que, con excepción de Martin Harris, los testigos oficiales tuvieron lazos familiares con Joseph Smith o David Whitmer en algún momento de sus vidas, y que varios de los que se alejaron de la IJSUD se afiliaron después con otros grupos y sectas religiosas: Oliver Cowdery formó parte por un tiempo de la Iglesia Metodista, Martin Harris adoptó algunas creencias Shaker, David Whitmer fundó la Iglesia de Cristo (Whitmerita); que aceptaba el Libro de Mormón, pero rechazaba muchas de las revelaciones subsequentes de Joseph Smith; y al menos uno de los Tres Testigos —Martin Harris— aceptó brevemente el liderazgo profético de James J. Strang, quien proclamándose sucesor de Smith, también afirmó desenterrar y traducir planchas de metal. Mark Twain bromeó diciendo: «no podría sentirme más satisfecho si toda la familia Whitmer hubiera testificado».
Dan Vogel, historiador del mormonismo, ha propuesto la hipnosis como método por el cual Smith posiblemente haya obtenido las firmas de los Tres Testigos. Fawn M. Brodie propone que "es probable que los tres hombres no fueran co-conspiradores, sino víctimas del talento inconsciente, pero positivo de Joseph en la hipnosis". Otras hipótesis naturalistas incluyen el mesmerismo y la alucinación. Vogel también cree que es posible que Smith haya falsificado planchas de estaño u otro metal para obtener las firmas de los Ocho Testigos. Los defensores del testimonio de los testigos del Libro de Mormón responden que el propio concepto de la hipnosis es anacrónico en la época de Joseph Smith, que solo un 3% de la población es capaz de experimentar una alucinación audiovisual bajo un trance hipnótico, que no es posible inducir trances hipnóticos sin el conocimiento o el control del paciente, que no es posible hipnotizar a un grupo de personas y lograr que todas experimenten la misma alucinación, y que no existe evidencia directa o indirecta de que Joseph Smith haya fabricado un juego de planchas falsas, o que tuviera las habilidades metalúrgicas para hacerlo.